# Хасанов, Дамир Юсупович
Дами́р Юсу́пович Хаса́нов (1938—2005) — электросварщик треста «Нефтепроводмонтаж», Герой Социалистического Труда.

## Биография
Родился 24 декабря 1938 года в д. Кашкалаши Благоварский район Башкирская АССР (ныне Республика Башкортостан).
С 1958 по 1960 годы служил в Советской Армии в Свердловске, в стройбате. Входил в состав комитета комсомола батальона. Потом вступил в партию.
После армии он отправился на строительство газопровода «Бухара—Урал». На трассе в Оренбургской области встретился со своей будущей женой — Валентиной Афанасьевной. У них родилось двое детей — дочь и сын.
Работал в строительно-монтажном управлении № 74 треста «Нефтепроводмонтаж» электросварщиком. Проявил трудовой героизм при сооружении газопровода «Уренгой—Центр».
После выхода на пенсию, работал в учебно-производственном комбинате, учил профессии сварщиков.
Умер Хасанов Д. Ю. в 2005 году.

## Награды и звания
- Герой Социалистического Труда (1984, за большой личный вклад в строительство важнейших газопроводов страны, выдающиеся достижения и проявленный трудовой героизм при сооружении газопровода «Уренгой — Центр-1»).
- Награждён двумя орденами Ленина (1980, 1984), орденом Дружбы народов (1973) и медалями.
- Награждён медалью ВДНХ СССР.